# الأمين جمال
لامين يامال واسمه الأصلي الأمين جمال نصراوي إيبانا (بالإسبانية: Lamine Yamal Nasraoui Ebana) (من مواليد إسبلوغيس دي يوبريغات في 13 يوليو 2007) هو لاعب كرة قدم إسباني محترف من أصول مغربية، يلعب في مركز الجناح لصالح نادي برشلونة في الدوري الإسباني ومنتخب إسبانيا الوطني. يُعرف بتمريراته الدقيقة، ومهاراته العالية في المراوغة، وصناعته للفرص، وتسديداته القوية، ويُعد على نطاق واسع واحدًا من أفضل اللاعبين الشباب في العالم.
يحمل الأمين عدة أرقام قياسية، منها: أصغر لاعب يشارك في نهائي بطولة أمم أوروبا (عمر 17 عامًا)، وأصغر لاعب يشارك في تاريخ البطولة (عمر 16 عامًا)، وأصغر هدّاف في مرحلة خروج المغلوب من البطولة (عمر 16 عامًا)، وأصغر هدّاف في تاريخ البطولة عمومًا (عمر 16 عامًا)، وأصغر لاعب في مراحل خروج المغلوب (عمر 16 عامًا)، وأصغر مرشح لجائزة الكرة الذهبية (عمر 17 عامًا)، وأصغر هدّاف في دوري الدرجة الأولى الإسباني (عمر 16 عامًا).
مثّل الأمين إسبانيا على مختلف المستويات السنية، وظهر أول مرة مع المنتخب الأول في عام 2023، ليصبح أصغر لاعب يمثل ويُسجّل لصالح المنتخب الإسباني (في عمر 16 عامًا). اختير للمشاركة في بطولة يورو 2024، حيث لعب دورًا مهمًا في قيادة إسبانيا للفوز بلقبها الرابع، كما حصل على جائزة أفضل لاعب شاب في البطولة.

## أسرته ونشأته
ولد الأمين جمال في 13 يوليو 2007 في إسبلوغيس دي يوبريغات، في منطقة برشلونة الحضرية في كتالونيا، إسبانيا، للنادلة شيلا إيبانا ودهان المباني منير النصراوي. ولدت والدته في باتا في غينيا الاستوائية، بينما ولد والده في العرائش في شمال المغرب، ما جعل الأمين جمال من أصل مختلط غيني إستوائي ومغربي. هاجرت جدته لوالده، فاطمة، من المغرب إلى إسبانيا في عام 1988.
حسب صحيفة آس الإسبانية، قرر والد الأمين تسميته لامين جمال تيمنا باسمي شخصين هما الأمين وجمال ساعدا الأسرة على دفع ايجار منزلها. انفصل والدا الأمين عندما كان في الثالثة من عمره، ومع ذلك ظلا حاضرين خلال طفولته. في هذا الوقت تقريبًا، انتقل الأمين مع والدته إلى جرانوليريس من ماتارو، وبدأ لعب كرة القدم في نادي لا توريتا المحلي في سن الرابعة. كان والده يسكن في حي روكافوندا الفقير في ماتارو. عادة ما يشير الأمين بيديه إلى الرمز البريدي لهذا الحي (08304) عندما يسجل أهدافا. كان يتناوب بين المدينتين لقضاء بعض الوقت مع والديه. ولكن جدته لوالده هي من قامت بتربيته.
اكتشفه نادي برشلونة في السادسة من عمره ودعاه إلى الدورات التدريبية في لا ماسيا، حيث وقع للنادي في عام 2014، ونتيجة لذلك، انتقل إلى برشلونة للتدريب في الأكاديمية.

## مسيرته في الأندية

### مسيرة الشباب
نشأ جمال في صفوف أكاديمية لا ماسيا، وسرعان ما اعتُبر أحد أفضل المواهب في الأكاديمية. سُجل بقائمة نادي برشلونة للشباب—فوق فئته العمرية— لموسم 2022–23، اختاره تشافي ليتدرب مع الفريق الأول إلى جانب لاعبين شباب آخرين في أوائل سبتمبر 2022. رغم أنه لم يوقع بعد أول عقد احترافي مع النادي، إلا أنه كان يُعتبر من أبرز لاعبي الأكاديمية الذين تركوا انطباعاً كبيراً لدى المدرب.

### 2023–24: سطوع نجمه في الفريق الأول
شارك جمال في أول مباراة له مع الفريق الأول في 29 أبريل 2023 حيث دخل بديلًا لـغافي في الدقيقة 83 من مباراة انتهت بالفوز 4–0 ضد ريال بيتيس في الدوري الإسباني وأصبح ليس فقط خامس أصغر لاعب في تاريخ الدوري الإسباني بعمر 15 عامًا و9 أشهر و16 يومًا، ولكنه أيضًا أصغر لاعب يشارك مع الفريق الأول لبرشلونة منذ اللاعب البالغ من العمر 15 عامًا أرماندو ساجي في عام 1922، أي قبل أكثر من قرن. فاز بأول لقب له مع برشلونة في 14 مايو 2023 كونه جزءًا من الفريق الذي فاز ببطولة الدوري الإسباني 2022–23. رغم ذلك، فقد غاب عن احتفالات التتويج باللقب في الأسبوع التالي بسبب التزاماته الدولية مع إسبانيا.
شارك جمال أول مرة أساسيًا في مبارة للنادي في 20 أغسطس 2023 عندما فاز الفريق 2–0 ضد نادي قادش على ملعب لويس كومبانيس الأولمبي، ليصبح أصغر لاعب يبدأ أساسيًا في الدوري الإسباني مع برشلونة بعمر 16 عامًا و38 يومًا. كانت مشاركته الأولى مميزة حيث حصل على تصفيق حار من جماهير الفريق المنافس عند استبداله قبل خمس دقائق من نهاية المباراة. في مشاركته التالية، حصل جمال على جائزة أفضل لاعب في المباراة بعد مساهمته في هدفين سجلهما غافي وروبرت ليفاندوفسكي في فوز 4–3 على فياريال في 28 أغسطس 2023. بعمر 16 عامًا و45 يومًا، أصبح أصغر لاعب يقدم تمريرة حاسمة في مباراة بالدوري الإسباني. حصل على جائزة لاعب الشهر تحت 23 عامًا أول مرة في أغسطس نتيجة لأدائه. في 19 سبتمبر، شارك جمال في أول مباراة له في دوري أبطال أوروبا 2023–24 عندما فاز الفريق 5–0 على رويال أنتويرب ليصبح ثاني أصغر لاعب يشارك في البطولة بعمر 16 عامًا و68 يومًا خلف يوسوفا موكوكو.
في 2 أكتوبر 2023، قام جمال بتمديد عقده مع برشلونة حتى عام 2026 مع شرط جزائي قدره مليار يورو. بعد يومين، بدأ أول مباراة له في دوري الأبطال ضد بورتو ليصبح أصغر لاعب يُختار في التشكيلة الأساسية بعمر 16 عامًا و83 يومًا، لكنه لم يُكمل المباراة بسبب مشاكل في المعدة. كان الأمين أصغر بثلاثة أيام من سيلستين بابايارو الذي سجل الرقم القياسي في عام 1994. في 8 أكتوبر 2023، سجل الأمين هدفه الأول مع الفريق الأول في تعادل 2–2 خارج الديار ضد نادي غرناطة وأصبح أصغر هداف لبرشلونة وأصغر هداف في تاريخ الدوري الإسباني بعمر 16 عامًا و87 يومًا محطمًا الرقمين القياسيين اللذين سجلهما أنسو فاتي وفابريس أولينغا. في 28 أكتوبر 2023، شارك الأمين في أول ظهور له في الكلاسيكو بديلًا عندما خسر الفريق 2–1 على أرضه ليصبح أصغر لاعب يشارك مع برشلونة في الكلاسيكو منذ أنسو فاتي محطمًا الرقم القياسي الذي سجله فيسينت مارتينيز في عام 1941، وكذلك الرقم القياسي العام الذي سجله رينيه بيتي في عام 1916. في 4 ديسمبر 2023، مُنح الأمين جمال جائزة "الفتى الذهبي: الأصغر سناً" الأولى، والتي تُمنح لأصغر لاعب رُشح لجائزة جائزة الفتى الذهبي. ومع ذلك، لم يكن الأمين حاضراً في يوم الحفل بسبب الالتزامات الدراسية.
في 11 يناير 2024، سجل الأمين هدفاً في فوز الفريق 2–0 على أوساسونا في نصف نهائي كأس السوبر الإسباني ليصبح أصغر لاعب يسجل في تاريخ كأس السوبر في سن 16 عاماً و182 يوماً. لعب الأمين آخر 29 دقيقة في نهائي كأس السوبر الإسباني ضد ريال مدريد في 14 يناير. بعد أسبوعين، في 25 يناير، سجل هدفاً في ربع نهائي كأس الملك ضد أتلتيك بلباو في المباراة التي انتهت بالخسارة 4–2 بعد الوقت الإضافي ليصبح أصغر هداف في تاريخ المسابقة متجاوزاً الرقم القياسي السابق الذي سجله خوانمي في عام 2010.
في 11 فبراير، سجل الأمين هدفين في تعادل 3–3 ضد غرناطة وحصل على جائزة رجل المباراة. وبذلك، أصبح أصغر لاعب في تاريخ الدوري الإسباني يسجل هدفين محطماً الرقم القياسي السابق المسجل باسم بويان كركيتش في 2008 وأول لاعب يحقق هذا الرقم دون سن السابعة عشرة. كما أصبح أصغر لاعب يصل إلى أكثر من 10 مساهمات في الأهداف والتمريرات الحاسمة في الدوري الإسباني بعمر 16 عامًا و213 يومًا. في 21 فبراير، أصبح أصغر لاعب يشارك في دور الـ16 من دوري أبطال أوروبا بعمر 16 عامًا و223 يومًا عندما لعب برشلونة ضد نابولي في دور الـ16 من دوري أبطال أوروبا، محطماً الرقم القياسي السابق للاعب باريس سان جيرمان وارن زائير إيمري.

### 2024–25
في المباراة الافتتاحية من موسم الدوري الإسباني 2024–25 بتاريخ 18 أغسطس 2024، قدّم يامال تمريرة حاسمة لروبرت ليفاندوفسكي، ليسجل هدف التعادل لصالح برشلونة ضد فالنسيا، قبل أن يُسجل ليفاندوفسكي هدف الفوز من ركلة جزاء في الشوط الثاني، لتنتهي المباراة بنتيجة 2–1 لصالح برشلونة. في المباراة التالية ضد أتلتيك بيلباو بتاريخ 24 أغسطس، سجل يامال هدفه الأول في الموسم، في مباراة أخرى انتهت بفوز برشلونة 2–1.
في 19 سبتمبر، سجل يامال هدفه الأول في دوري أبطال أوروبا، عندما أحرز هدف التعادل في خسارة برشلونة 2–1 أمام موناكو، وذلك ضمن الجولة الافتتاحية من النسخة الجديدة من مرحلة الدوري. وبهذا الهدف، أصبح ثاني أصغر لاعب يسجل في تاريخ البطولة بعمر 17 عامًا و68 يومًا، خلف زميله أنسو فاتي الذي سجل في عمر 17 عامًا و40 يومًا في 20 أكتوبر 2020.
في 26 أكتوبر، أصبح يامال أصغر هداف في تاريخ الكلاسيكو، بعمر 17 عامًا و105 أيام، عندما سجل الهدف الثالث في فوز برشلونة 4–0 على ريال مدريد، محطمًا الرقم السابق الذي كان يحمله زميله أنسو فاتي بعمر 17 عامًا و359 يومًا. وخلال المباراة التي أُقيمت في ملعب سانتياغو برنابيو، تعرض يامال وزميلاه فاتي ورافينيا لإساءات عنصرية من بعض مشجعي الفريق المضيف.
في 2 فبراير 2025، قام يامال بـ21 مراوغة ناجحة أمام ديبورتيفو ألافيس، محطمًا الرقم القياسي السابق الذي حققه ليونيل ميسي في عام 2007.
في 30 أبريل، خاض يامال مباراته رقم 100 مع برشلونة في ذهاب نصف نهائي دوري أبطال أوروبا 2024–25 ضد إنتر ميلان. سجل الهدف الأول في تعادل 3–3، ونال إشادة من مدرب إنتر سيموني إنزاغي، الذي وصفه بأنه «ظاهرة لا تتكرر إلا كل 50 عامًا.»
في 11 مايو 2025، لعب يامال دورًا حاسمًا في فوز برشلونة 4–3 على ريال مدريد في ملعب ملعب لويس كومبانيس الأولمبي، بعد تأخر الفريق بهدفين من كيليان مبابي. سجل كل من إريك غارسيا ويامال ورافينيا (هدفين) أهداف برشلونة، وكان هدف يامال تسديدة لولبية في الزاوية السفلية هو هدف التعادل 2–2، وساهم في قلب مجريات المباراة. وكان هذا الفوز هو الرابع على التوالي لبرشلونة في الكلاسيكو خلال الموسم، ليقترب الفريق من حسم لقب الدوري.

## مسيرته الدولية

### مسيرة الشباب
الأمين يمال هو لاعب دولي شاب لمنتخب إسبانيا، حيث لعب مع منتخبي إسبانيا تحت 15 عامًا وتحت 16 عامًا.
في عام 2023، مثّل الأمين جمال منتخب إسبانيا تحت 17 عامًا في بطولة أوروبا تحت 17 عامًا، حيث سجل 4 أهداف خلال البطولة. وصل منتخب إسبانيا إلى نصف النهائي حيث أقصتهم فرنسا بعد هزيمة بنتيجة 3–1.

### الفريق الأول
في سن 16 عامًا و50 يومًا، تلقى الأمين جمال أول استدعاء له مع منتخب إسبانيا الأول في 1 سبتمبر 2023 من المدرب لويس دي لا فوينتي للمشاركة في تصفيات بطولة أمم أوروبا 2024 ضد جورجيا وقبرص. شارك الأمين أول مرة مع منتخب إسبانيا في 8 سبتمبر 2023، حيث سجل هدفًا في الدقيقة 74 في فوز الفريق 7–1 على جورجيا. في عمر 16 عامًا و57 يومًا، أصبح أصغر لاعب يسجل لإسبانيا، محطماً رقم غافي الذي شارك أول مرة في عمر 17 عامًا و62 يومًا وسجل في عمر 17 عامًا و304 يوم. بالإضافة إلى ذلك، أصبح الأمين أصغر لاعب يسجل في مباراة تصفيات أمم أوروبا متجاوزاً رقم اللاعب الويلزي السابق غاريث بيل الذي سجل في عمر 17 عامًا و83 يومًا.
اُستدعي الأمين مجددًا إلى منتخب إسبانيا في أكتوبر 2023 لمباريات التصفيات المتبقية ضد إسكتلندا والنرويج. فازت إسبانيا في كلتا المباراتين لتتأهل لأمم أوروبا 2024. في 7 يونيو 2024، اُختير ضمن القائمة النهائية المشاركة في أمم أوروبا 2024. في 15 يونيو 2024، ظهر أول مرة في بطولة أمم أوروبا ضد كرواتيا ليصبح أصغر لاعب يشارك في البطولة محطماً رقم اللاعب البولندي كاسبر كوزلوفسكي. خلال المباراة ضد كرواتيا، أصبح أصغر لاعب يصنع هدفًا حيث قدم تمريرة حاسمة لداني كارفاخال بفوز الفريق 3–0. في مباراة دور الـ16 ضد جورجيا، أصبح أصغر لاعب يشارك في المرحلة الإقصائية محطماً رقم جود بيلينغهام السابق وساهم بتمريرة حاسمة بفوز الفريق 4–1. كما قدم تمريرة حاسمة ضد ألمانيا في ربع النهائي في الفوز 2–1 للتأهل إلى نصف النهائي. كما عادل الرقم القياسي الإسباني في عدد التمريرات الحاسمة في نفس النسخة والذي يحمله كل من سيسك فابريغاس (2008)، دافيد سيلفا (2012) وداني أولمو (2021)، في 9 يوليو، سجل الأمين جمال الهدف الأول لإسبانيا بفوز الفريق 2–1 في نصف النهائي ضد فرنسا بتسديدة مُلتفة من خارج منطقة الجزاء، وبهذا أصبح أصغر هداف في تاريخ بطولة أمم أوروبا قبل أربعة أيام من عيد ميلاده السابع عشر، وأصغر بسنة من حامل الرقم القياسي السابق يوهان فونلانتين.
في نهاية بطولة أمم أوروبا 2024، حصل يامال على جائزة أفضل لاعب شاب في البطولة. وأسهم فوز إسبانيا 2–1 على إنجلترا في نهائي بطولة أمم أوروبا 2024 بجعل يامال أصغر لاعب يتوَّج بلقب البطولة. ومرر يامال تمريرة حاسمة لزميله نيكو ويليامز سجل منها هدف إسبانيا الأول في النهائي، ليصبح بذلك أصغر لاعب يساهم في هدف في نهائي بطولة كبرى، كما أصبح صاحب الرقم القياسي المشترك في أكثر عدد تمريرات حاسمة في نسخة واحدة من اليورو، بـ4 تمريرات.

## أسلوب لعبه
الأمين جمال هو مهاجم أعسر يتميز بمهارات المراوغة، التمرير، وصناعة الفرص، ويمكنه اللعب كمهاجم، لاعب وسط هجومي، أو جناح تحديدًا في الجناح الأيمن. جناحًا أيمن، يُفضل اللعب بقدمه اليسرى ولديه القدرة على تسديد الكرة مُلتفةً إلى المرمى. يُعرف أيضًا بسرعته وقدرته على التحكم بالكرة بسرعة.
بسبب أسلوب لعبه، يُقارن جمال بلاعب برشلونة السابق ليونيل ميسي مثل العديد من مُخرجات لا ماسيا قبله. كما أشار جمال إلى أن لاعب برشلونة السابق نيمار كان له تأثير كبير على أسلوب لعبه.

## إنجازاته
برشلونة
- الدوري الإسباني: 2022–23[94]، 2024—25
- كأس ملك إسبانيا: 2024–25
- كأس السوبر الإسباني: 2025

إسبانيا
- بطولة أمم أوروبا: 2024

الفردية
- جائزة كوبا: 2024
- الفتى الذهبي: 2024
- لاعب الشهر في الدوري الإسباني: سبتمبر 2024
- لاعب الشهر في الدوري الإسباني تحت 23 سنة: أغسطس 2023[95]، أغسطس 2024[95]
- لاعب الموسم في الدوري الإسباني تحت 23 سنة: 2023–24[96]
- جائزة توتوسبورت للأصغر: 2023[97]
- أفضل لاعب شاب في بطولة أمم أوروبا: 2024[98]
- دوري أبطال أوروبا تشكيلة الموسم: 2024–25
- بطولة أمم أوروبا فريق البطولة: 2024
- جوائز جلوب سوكر – اللاعب الناشئ: 2024[99]
- فريق الاتحاد الأوروبي لكرة القدم للشباب (تحت 20 سنة) من الاتحاد الدولي لتاريخ وإحصاءات كرة القدم[100]
- هداف بطولة أوروبا تحت 17 سنة: 2023[101]
- فريق بطولة أوروبا تحت 17 سنة: 2023[102]
- هدف الشهر في الدوري الاسباني: مارس 2024[103]

## الإحصائيات

### النادي
آخر تحديث 16 أغسطس 2025.
| النادي         | الموسم   | الدوري                         | الدوري | الدوري  | كأس الملك | كأس الملك | أوروبا | أوروبا  | أخرى   | أخرى    | المجموع | المجموع |
| النادي         | الموسم   | الدرجة                         | الظهور | الأهداف | الظهور    | الأهداف   | الظهور | الأهداف | الظهور | الأهداف | الظهور  | الأهداف |
| -------------- | -------- | ------------------------------ | ------ | ------- | --------- | --------- | ------ | ------- | ------ | ------- | ------- | ------- |
| برشلونة أتلتيك | 2022–23  | الدوري الإسباني الدرجة الثالثة | 1      | 0       | –         | –         | –      | –       | 2      | 0       | 3       | 0       |
| برشلونة        | 2022–23  | الدوري الإسباني                | 1      | 0       | 0         | 0         | 0      | 0       | 0      | 0       | 1       | 0       |
| برشلونة        | 2023–24  | الدوري الإسباني                | 37     | 5       | 1         | 1         | 10     | 0       | 2      | 1       | 50      | 7       |
| برشلونة        | 2024–25  | الدوري الإسباني                | 35     | 9       | 5         | 2         | 13     | 5       | 2      | 2       | 55      | 18      |
| برشلونة        | 2025–26  | الدوري الإسباني                | 1      | 1       | 0         | 0         | 0      | 0       | 0      | 0       | 1       | 1       |
| المجموع        | المجموع  | المجموع                        | 74     | 15      | 6         | 3         | 23     | 5       | 4      | 3       | 107     | 26      |
| الإجمالي       | الإجمالي | الإجمالي                       | 75     | 15      | 6         | 3         | 23     | 5       | 6      | 3       | 110     | 26      |

1. ↑  المباريات في تصفيات الدوري الإسباني الدرجة الثالثة
2. 1 2 3  المباريات في دوري أبطال أوروبا
3. 1 2 3  المباريات في كأس السوبر الإسباني

### المنتخب
آخر تحديث 8 يونيو 2025.
| المنتخب الوطني | العام   | الظهور | الأهداف |
| -------------- | ------- | ------ | ------- |
| إسبانيا        | 2023    | 4      | 2       |
| إسبانيا        | 2024    | 13     | 1       |
| إسبانيا        | 2025    | 4      | 3       |
| المجموع        | المجموع | 21     | 6       |

آخر تحديث 5 يونيو 2025.
تم إدراج نتيجة إسبانيا أولاً، ويشير عمود النتيجة إلى النتيجة بعد كل هدف جمال.
| # | التاريخ        | المكان                                       | م. | الخصم  | الهدف | النتيجة | المسابقة                     |
| - | -------------- | -------------------------------------------- | -- | ------ | ----- | ------- | ---------------------------- |
| 1 | 8 سبتمبر 2023  | بوريس بايتشادزه دينامو أرينا، تبليسي، جورجيا | 1  | جورجيا | 7–1   | 7–1     | تصفيات بطولة أمم أوروبا 2024 |
| 2 | 16 نوفمبر 2023 | ملعب ألفاميجا، اللمسون، قبرص                 | 3  | قبرص   | 1–0   | 3–1     | تصفيات بطولة أمم أوروبا 2024 |
| 3 | 9 يوليو 2024   | أليانز أرينا، ميونخ، ألمانيا                 | 13 | فرنسا  | 1–1   | 2–1     | بطولة أمم أوروبا 2024        |
| 4 | 23 مارس 2025   | ملعب ميستايا، بلنسية، إسبانيا                | 19 | هولندا | 3–2   | 3–3     | دوري الأمم الأوروبية 2024–25 |
| 5 | 5 يونيو 2025   | إم إتش بي أرينا، شتوتغارت، ألمانيا           | 20 | فرنسا  | 3–0   | 5–4     | دوري الأمم الأوروبية 2024–25 |
| 6 | 5 يونيو 2025   | إم إتش بي أرينا، شتوتغارت، ألمانيا           | 20 | فرنسا  | 5–1   | 5–4     | دوري الأمم الأوروبية 2024–25 |

## وصلات خارجية
- لامين يامال على موقع الاتحاد الأوربي (الإنجليزية)
- لامين يامال على موقع إي إس بي إن إف سي (الإنجليزية)
- لامين يامال على موقع قاعدة بيانات كرة القدم.إي يو (الإنجليزية)
- لامين يامال على موقع بيانات كرة القدم. دي إي (الألمانية)
- لامين يامال على موقع ليكيب (الفرنسية)
- لامين يامال على موقع ناشيونال فوتبول تيمز (الإنجليزية)
- لامين يامال على موقع Soccerbase.com (لاعب) (الإنجليزية)
- لامين يامال على موقع Soccerway.com (الإنجليزية)
- لامين يامال على موقع عالم كرة القدم.نت (الإنجليزية)
- لامين يامال على موقع AS.com (الإسبانية)
- لامين يامال على موقع IMDb (الإنجليزية)